# Pandivirilia fuscipennis
Pandivirilia fuscipennis – gatunek muchówki z podrzędu krótkoczułkich i rodziny dziewierkowatych.
Gatunek ten opisany został w 1820 roku przez Johanna Wilhelma Meigena jako Thereva fuscipennis.
Muchówka o ciele długości od 9,5 do 16,5 mm. Głowę jest u samca prawie holoptyczna, zaś u samicy jest dychoptyczna. Barwa głowy jest czarna ze srebrzystym opyleniem przy nasadach czułków. Tułów jest niebieskoszaro opylony z trzema pręgami na przedzie śródplecza. Chetotaksja tułowia obejmuje 3 szczecinki przedskrzydłowe, 2 nadskrzydłowe, 1 zaskrzydłową, 2 śródplecowe. Skrzydła są przyciemnione na całej powierzchni. Odnóża mają czarne biodra i uda, żółte golenie oraz brunatne stopy. U samicy odwłok jest czarny z szarymi plamami trójkątnymi na bokach tergitów od drugiego do czwartego i przepaską na piątym, zakończony jest kolczastym pokładełkiem. U samca odwłok ma srebrzystoszare opylenie.
Owad palearktyczny, w Europie znany z Niemiec, Czech, Słowacji i Polski. 